# Chaleponcus digitatus
Chaleponcus digitatus är en mångfotingart som beskrevs av Kraus 1966. Chaleponcus digitatus ingår i släktet Chaleponcus och familjen Odontopygidae. Inga underarter finns listade i Catalogue of Life.